# هيروكي أويدا
هيروكي أويدا (باليابانية: 上田泰己؛ بالكانا: うえだ ひろき) هو أحيائي ياباني، ولد في 9 سبتمبر 1975 في فوكوكا في اليابان.